# 東京都第14区
東京都第14区（とうきょうとだい14く）は、日本の衆議院議員総選挙における選挙区。1994年（平成6年）の公職選挙法改正で設置。

## 区域

### 現在の区域
2022年（令和4年）公職選挙法改正以降の区域は以下のとおりである。江戸川区の一部が16区・17区から入る一方、台東区の部分が2区に、荒川区が29区に移行された。
- 墨田区
- 江戸川区
  - 本庁管内の中央4丁目、松島1〜4丁目、東小松川1〜4丁目、西小松川町、興宮町、上一色1〜3丁目、本一色1〜3丁目
  - 小松川・小岩の各事務所管内

### 2017年から2022年までの区域
2017年（平成29年）公職選挙法改正から2022年の小選挙区改定までの区域は以下のとおりである。2017年の区割り変更により、台東区の一部が2区から本区に移行された。
- 台東区の一部（台東区の残部は2区）
  - 東上野6丁目、下谷2丁目（13番1〜5・14〜24号、14・15・24番）、入谷1丁目1〜3・9〜14・21〜28・32・33番、入谷2丁目1〜33番、松が谷1〜4丁目、西浅草2・3丁目、浅草2丁目13〜27番、浅草3〜7丁目、千束1丁目、千束2丁目1〜32番、千束3・4丁目、今戸1・2丁目、東浅草1・2丁目、橋場1・2丁目、清川1・2丁目、日本堤1丁目、日本堤2丁目1〜35番
- 墨田区
- 荒川区

### 2017年以前の区域
1994年（平成6年）公職選挙法改正から2017年の小選挙区改定までの区域は以下のとおりである。
- 墨田区
- 荒川区

## 歴史
1996年の総選挙では、新進党の西川太一郎が自由民主党の松島みどりを接戦で破り当選。2000年の総選挙で、西川は保守党から立候補し、2選（松島は保守党との選挙区調整で比例東京ブロック単独候補として、初当選している）。
2003年の総選挙では、前回の比例単独から再び選挙区公認候補に戻った自民党の松島、東京16区から転入した民主党の井上和雄、保守新党から立候補した西川が三つ巴の戦いとなったが、松島が僅差で井上を振り切り当選。2005年の総選挙では、松島が井上におよそ5万票の差をつけ圧勝した。
しかし、2009年の総選挙では民主党新人の木村剛司が前職の松島を破り初当選した。2012年の総選挙では、木村が日本未来の党へ移籍し選挙に臨んだが、民主党が元参議院議員（長崎県選挙区）の犬塚直史を擁立して分裂した影響もあり、松島が前回とは逆に5万票以上の差を付けて議席を奪還。木村は比例復活もできず議席を失った。
その後、松島は第2次安倍改造内閣で法務大臣に就任したが、選挙区内の住民にうちわを配布した公職選挙法に抵触する行為などの諸問題の引責により、短期間で辞任。2014年の第47回衆議院議員総選挙では一連の問題の影響が懸念された松島であったが、木村に比例復活を許さず2期連続当選した。和牛商法をめぐる問題が落選の遠因になった海江田万里（東京1区）とは対照的な結果となった。
2017年の第48回衆議院議員総選挙および2021年の第49回衆議院議員総選挙では、野党候補や泡沫候補の乱立により松島が10万票を超える得票で連勝した。
2024年の第50回衆議院議員総選挙も松島は快勝したが、自民党の裏金問題で10万票を切る結末となったどころか、3番手だったれいわ新選組の櫛渕万里共同代表の復活当選を許す事となった。野党がこの区で復活当選を果たしたのは2003年の井上以来21年ぶりである。

## 選出議員
| 選挙名                 | 年     | 当選者     | 党派       |
| ---------------------- | ------ | ---------- | ---------- |
| 第41回衆議院議員総選挙 | 1996年 | 西川太一郎 | 新進党     |
| 第42回衆議院議員総選挙 | 2000年 | 西川太一郎 | 保守党     |
| 第43回衆議院議員総選挙 | 2003年 | 松島みどり | 自由民主党 |
| 第44回衆議院議員総選挙 | 2005年 | 松島みどり | 自由民主党 |
| 第45回衆議院議員総選挙 | 2009年 | 木村剛司   | 民主党     |
| 第46回衆議院議員総選挙 | 2012年 | 松島みどり | 自由民主党 |
| 第47回衆議院議員総選挙 | 2014年 | 松島みどり | 自由民主党 |
| 第48回衆議院議員総選挙 | 2017年 | 松島みどり | 自由民主党 |
| 第49回衆議院議員総選挙 | 2021年 | 松島みどり | 自由民主党 |
| 第50回衆議院議員総選挙 | 2024年 | 松島みどり | 自由民主党 |

## 選挙結果
時の内閣：第1次石破内閣 解散日：2024年10月9日 公示日：2024年10月15日
当日有権者数：40万5405人 最終投票率：53.63% （全国投票率：53.85%（2.08%））
| 当落 | 候補者名   | 年齢 | 所属党派     | 新旧 | 得票数   | 得票率 | 惜敗率 | 推薦・支持 | 重複 |
| ---- | ---------- | ---- | ------------ | ---- | -------- | ------ | ------ | ---------- | ---- |
| 当   | 松島みどり | 68   | 自由民主党   | 前   | 75,862票 | 36.35% | ――     | 公明党推薦 | ○    |
|      | 伊藤菜々   | 35   | 国民民主党   | 新   | 53,211票 | 25.50% | 70.14% |            | ○    |
| 比当 | 櫛渕万里   | 57   | れいわ新選組 | 前   | 25,328票 | 12.14% | 33.39% |            | ○    |
|      | 斉藤佳代   | 45   | 日本維新の会 | 新   | 21,628票 | 10.36% | 28.51% |            | ○    |
|      | 原努       | 42   | 日本共産党   | 新   | 20,987票 | 10.06% | 27.66% |            |      |
|      | 大賀靖郎   | 42   | 参政党       | 新   | 10,210票 | 4.89%  | 13.46% |            |      |
|      | 大塚紀久雄 | 83   | 無所属       | 新   | 1,481票  | 0.71%  | 1.95%  |            | ×    |

- 櫛渕は第45回～47回は民主党公認で東京都第23区で活動（第45回のみ当選）。第48回は希望の党公認で千葉県第3区から立候補したが落選。第49回は東京都第22区から立候補し落選したが、山本太郎が第26回参議院議員通常選挙の東京都選挙区立候補に伴う議員辞職により繰上当選。
- 斉藤は第48回は希望の党公認で鹿児島県第2区から立候補したが落選。

時の内閣：第1次岸田内閣 解散日：2021年10月14日 公示日：2021年10月19日
当日有権者数：46万5702人 最終投票率：55.96%（前回比：4.18%） （全国投票率：55.93%（2.25%））
| 当落 | 候補者名   | 年齢 | 所属党派     | 新旧 | 得票数    | 得票率 | 惜敗率 | 推薦・支持 | 重複 |
| ---- | ---------- | ---- | ------------ | ---- | --------- | ------ | ------ | ---------- | ---- |
| 当   | 松島みどり | 65   | 自由民主党   | 前   | 108,681票 | 43.28% | ――     | 公明党推薦 | ○    |
|      | 木村剛司   | 50   | 立憲民主党   | 元   | 80,932票  | 32.23% | 74.47% |            | ○    |
|      | 西村恵美   | 58   | 日本維新の会 | 新   | 49,517票  | 19.72% | 45.56% |            | ○    |
|      | 梁本和則   | 58   | 無所属       | 新   | 5,845票   | 2.33%  | 5.38%  |            | ×    |
|      | 竹本秀之   | 65   | 無所属       | 新   | 3,364票   | 1.34%  | 3.10%  |            | ×    |
|      | 大塚紀久雄 | 80   | 無所属       | 新   | 2,772票   | 1.10%  | 2.55%  |            | ×    |

- 木村は第50回は東京都第29区から立候補したが落選。

時の内閣：第3次安倍第3次改造内閣 解散日：2017年9月28日 公示日：2017年10月10日
当日有権者数：45万2263人 最終投票率：51.78%（前回比：1.59%） （全国投票率：53.68%（1.02%））
| 当落 | 候補者名   | 年齢 | 所属党派   | 新旧 | 得票数    | 得票率 | 惜敗率 | 推薦・支持 | 重複 |
| ---- | ---------- | ---- | ---------- | ---- | --------- | ------ | ------ | ---------- | ---- |
| 当   | 松島みどり | 61   | 自由民主党 | 前   | 104,137票 | 46.94% | ――     | 公明党推薦 | ○    |
|      | 矢作麻子   | 39   | 希望の党   | 新   | 63,235票  | 28.50% | 60.72% |            | ○    |
|      | 阿藤和之   | 46   | 日本共産党 | 新   | 46,600票  | 21.00% | 44.75% |            |      |
|      | 清井美穂   | 54   | 幸福実現党 | 新   | 4,282票   | 1.93%  | 4.11%  |            |      |
|      | 大塚紀久雄 | 76   | 無所属     | 新   | 3,607票   | 1.63%  | 3.46%  |            | ×    |

- 日本維新の会に所属していた木村は希望の党との調整で比例東京ブロック単独で立候補した（落選）。

時の内閣：第2次安倍改造内閣 解散日：2014年11月21日 公示日：2014年12月2日
当日有権者数：37万6054人 最終投票率：53.37%（前回比：7.07%） （全国投票率：52.66%（6.66%））
| 当落 | 候補者名   | 年齢 | 所属党派   | 新旧 | 得票数   | 得票率 | 惜敗率 | 推薦・支持                         | 重複 |
| ---- | ---------- | ---- | ---------- | ---- | -------- | ------ | ------ | ---------------------------------- | ---- |
| 当   | 松島みどり | 58   | 自由民主党 | 前   | 87,546票 | 46.56% | ――     | 公明党推薦                         | ○    |
|      | 木村剛司   | 43   | 民主党     | 元   | 63,377票 | 33.71% | 72.39% | 生活の党・維新の党東京都総支部推薦 | ○    |
|      | 阿藤和之   | 43   | 日本共産党 | 新   | 37,089票 | 19.73% | 42.37% |                                    |      |

時の内閣：野田第3次改造内閣 解散日：2012年11月16日 公示日：2012年12月4日
当日有権者数：36万9077人 最終投票率：60.44%（前回比：5.05%） （全国投票率：59.32%（9.96%））
| 当落 | 候補者名   | 年齢 | 所属党派     | 新旧 | 得票数   | 得票率 | 惜敗率 | 推薦・支持     | 重複 |
| ---- | ---------- | ---- | ------------ | ---- | -------- | ------ | ------ | -------------- | ---- |
| 当   | 松島みどり | 56   | 自由民主党   | 元   | 90,608票 | 42.52% | ――     | 公明党推薦     | ○    |
|      | 野口東秀   | 50   | 日本維新の会 | 新   | 40,312票 | 18.92% | 44.49% | みんなの党推薦 | ○    |
|      | 木村剛司   | 41   | 日本未来の党 | 前   | 35,334票 | 16.58% | 39.00% | 新党大地推薦   | ○    |
|      | 犬塚直史   | 58   | 民主党       | 新   | 24,277票 | 11.39% | 26.79% | 国民新党推薦   | ○    |
|      | 阿藤和之   | 41   | 日本共産党   | 新   | 20,298票 | 9.52%  | 22.40% |                |      |
|      | 藤田直樹   | 50   | 無所属       | 新   | 1,677票  | 0.79%  | 1.85%  |                | ×    |
|      | 渋江勝義   | 65   | 無所属       | 新   | 608票    | 0.29%  | 0.67%  |                | ×    |

時の内閣：麻生内閣 解散日：2009年7月21日 公示日：2009年8月18日
当日有権者数：36万1677人 最終投票率：65.49%（前回比：0.74%） （全国投票率：69.28%（1.77%））
| 当落 | 候補者名   | 年齢 | 所属党派   | 新旧 | 得票数    | 得票率 | 惜敗率 | 推薦・支持 | 重複 |
| ---- | ---------- | ---- | ---------- | ---- | --------- | ------ | ------ | ---------- | ---- |
| 当   | 木村剛司   | 38   | 民主党     | 新   | 110,624票 | 47.80% | ――     |            | ○    |
|      | 松島みどり | 53   | 自由民主党 | 前   | 93,675票  | 40.48% | 84.68% |            | ○    |
|      | 伊藤文雄   | 65   | 日本共産党 | 新   | 23,705票  | 10.24% | 21.43% |            |      |
|      | 吉田昌文   | 34   | 幸福実現党 | 新   | 3,409票   | 1.47%  | 3.08%  |            |      |

時の内閣：第2次小泉改造内閣 解散日：2005年8月8日 公示日：2005年8月30日 最終投票率：64.75% （全国投票率：67.51%（7.65%））
| 当落 | 候補者名   | 年齢 | 所属党派   | 新旧 | 得票数    | 得票率 | 惜敗率 | 推薦・支持 | 重複 |
| ---- | ---------- | ---- | ---------- | ---- | --------- | ------ | ------ | ---------- | ---- |
| 当   | 松島みどり | 49   | 自由民主党 | 前   | 118,771票 | 55.37% | ――     |            | ○    |
|      | 井上和雄   | 53   | 民主党     | 前   | 69,108票  | 32.22% | 58.19% |            | ○    |
|      | 伊藤文雄   | 61   | 日本共産党 | 新   | 22,131票  | 10.32% | 18.63% |            |      |
|      | 前田真司   | 29   | 無所属     | 新   | 4,478票   | 2.09%  | 3.77%  |            | ×    |

時の内閣：第1次小泉第2次改造内閣 解散日：2003年10月10日 公示日：2003年10月28日 （全国投票率：59.86%（2.63%））
| 当落 | 候補者名   | 年齢 | 所属党派   | 新旧 | 得票数   | 得票率 | 惜敗率 | 推薦・支持 | 重複 |
| ---- | ---------- | ---- | ---------- | ---- | -------- | ------ | ------ | ---------- | ---- |
| 当   | 松島みどり | 47   | 自由民主党 | 前   | 66,417票 | 34.34% | ――     |            | ○    |
| 比当 | 井上和雄   | 51   | 民主党     | 前   | 63,385票 | 32.77% | 95.43% |            | ○    |
|      | 西川太一郎 | 61   | 保守新党   | 前   | 44,799票 | 23.16% | 67.45% |            |      |
|      | 伊藤文雄   | 59   | 日本共産党 | 新   | 18,799票 | 9.72%  | 28.30% |            |      |

- 西川は2004年に荒川区長選挙に立候補し、当選。

時の内閣：第1次森内閣 解散日：2000年6月2日 公示日：2000年6月13日 （全国投票率：62.49%（2.84%））
| 当落 | 候補者名   | 年齢 | 所属党派   | 新旧 | 得票数   | 得票率 | 惜敗率 | 推薦・支持 | 重複 |
| ---- | ---------- | ---- | ---------- | ---- | -------- | ------ | ------ | ---------- | ---- |
| 当   | 西川太一郎 | 58   | 保守党     | 前   | 73,209票 | 40.01% | ――     |            |      |
| 比当 | 井上和雄   | 48   | 民主党     | 新   | 64,064票 | 35.01% | 87.51% |            | ○    |
|      | 塩沢俊之   | 53   | 日本共産党 | 新   | 35,803票 | 19.57% | 48.91% |            |      |
|      | 松崎泰夫   | 57   | 自由連合   | 新   | 5,537票  | 3.03%  | 7.56%  |            |      |
|      | 和田庶吾   | 47   | 無所属     | 新   | 4,350票  | 2.38%  | 5.94%  |            | ×    |

時の内閣：第1次橋本内閣 解散日：1996年9月27日 公示日：1996年10月8日 （全国投票率：59.65%（8.11%））
| 当落 | 候補者名   | 年齢 | 所属党派   | 新旧 | 得票数   | 得票率 | 惜敗率 | 推薦・支持 | 重複 |
| ---- | ---------- | ---- | ---------- | ---- | -------- | ------ | ------ | ---------- | ---- |
| 当   | 西川太一郎 | 54   | 新進党     | 前   | 60,995票 | 34.56% | ――     |            |      |
|      | 松島みどり | 40   | 自由民主党 | 新   | 58,581票 | 33.19% | 96.04% |            | ○    |
|      | 佐藤幸博   | 40   | 日本共産党 | 新   | 32,365票 | 18.34% | 53.06% |            |      |
|      | 緒方浩     | 44   | 民主党     | 新   | 24,564票 | 13.92% | 40.27% |            | ○    |